# اوکیو کوداچی
اوکیو کوداچی (انگلیسی: Ukyō Kodachi؛ زادهٔ ۱ آوریل ۱۹۷۹) طراح بازی، و فیلم‌نامه‌نویس اهل ژاپن است.